# Uroš Spajić
Uroš Spajić (szerbül: Урош Спајић; Belgrád, 1993. február 13. –) szerb válogatott labdarúgó, a kínai Pejcsing Kuoan játékosa.

## Pályafutása

### Klubcsapatokban
A Crvena zvezda csapatában nevelkedett és lett profi játékos, az itt töltött idő alatt kölcsönben megfordult az alacsonyabb ligás Sopot csapatában. 2013. május 29-én megállapodott a francia Toulouse csapatával. 2016. augusztus 31-én a belga RSC Anderlecht játékosa lett, itt szuperkupa-győztes lett. 2018 májusában megállapodott az orosz Krasznodarral, 5 évre írt alá. 2020. szeptember 15-én kölcsönbe került a szezon hátralévő részére a holland Feyenoord csapatához. Október 4-én debütált a Willem II elleni 4–1-re megnyert mérkőzésen. 2022. január 31-én aláírt a Kasımpaşa csapatához. 2022 decemberében három évre szóló szerződést írt alá a Crvena zvezda csapatával. 2025. február 18-án a kínai Pejcsing Kuoan szerződtette.

### A válogatottban
Tagja volt a 2012-es U19-es labdarúgó-Európa-bajnokságon és a 2015-ös U21-es labdarúgó-Európa-bajnokságon részt vevő keretnek. Mladen Krstajić szövetségi kapitány meghívta a 2018-as labdarúgó-világbajnokságra utazó keretébe, de pályára nem lépett. A 2024-es labdarúgó-Európa-bajnokságon annak ellenére hogy a keret tagja volt, mégsem lépett pályára a tornán.

## Sikerei, díjai
- RSC Anderlecht
  - Belga bajnok: 2016–17
  - Belga szuperkupa: 2017